# Delorean (musikgrupp)
Delorean var en spansk synthpopgrupp från Baskien. Gruppen bildades år 2000 i staden Zarautz, men var senare baserad i Barcelona.
Gruppen utannonserade 2018 att de skulle splittras och spelade sina sista spelningar i början av 2019.

## Diskografi

### Studioalbum
- 2004 – Delorean
- 2006 – Into the Plateau[a]
- 2010 – Subiza
- 2013 – Apar

### EP-skivor
- 2005 – Metropolitan Death
- 2009 – Ayrton Senna EP

Noteringar
- ^ Into the Plateau släpptes 2007 i Nordamerika som Transatlantic KK med vissa ändringar i spårlistan.